# Oberentzen
Oberentzen è un comune francese di 599 abitanti situato nel dipartimento dell'Alto Reno nella regione del Grand Est.

## Storia

### Simboli
Lo stemma comunale è stato adottato nel 1972.

## Società

### Evoluzione demografica
Abitanti censiti